# Saison 1979-1980 de l'Élan sportif chalonnais
Saison 1979-1980 de l'Élan Chalon en Nationale 2, avec une cinquième place.

## Effectifs
| Nationalité | Joueur                 | Taille |
| ----------- | ---------------------- | ------ |
|             | Dominique Juillot      | 1,78 m |
|             | Alain Deborde          | 1,81 m |
|             | Jean-François Chaumard | 1,80 m |
|             | Albert Castano         |        |
|             | Dominique Coing        | 1,77 m |
|             | Yves Duvernois         | 1,91 m |
|             | Bernard Sangouard      | 1,92 m |
|             | Éric Jullien-Martin    |        |
|             | Bruno Recoura          | 1,98 m |
|             | Éric Minard            | 1,92 m |
|             | Larry Gray             | 2,05 m |

- Entraineurs :  Bruno Recoura et  Guy Minard

## Matchs

### Matchs amicaux
Pendant la saison
- Chalon-sur-Saône / Racing Club de France : 93-75[1]
- Chalon-sur-Saône / Nancy : 81-92[2]
- Chalon-sur-Saône / Orléans : 76-88[2]

Milieu saison
- Nancy / Chalon-sur-Saône : 91-78[3]
- Chalon-sur-Saône / Voiron : 112-103[4]

Après saison
- Chalon-sur-Saône / Dijon : 101-96[5]

### Championnat

#### Matchs aller[6]
- Avignon / Chalon-sur-Saône : 100-96[7]
- Chalon-sur-Saône / Clermont : 118-96[8]
- Roanne / Chalon-sur-Saône : 60-55[9]
- Dijon / Chalon-sur-Saône : 97-73[10]
- Chalon-sur-Saône / Vanves : 123-90[8]
- Nice UC / Chalon-sur-Saône : 96-84[11]
- Chalon-sur-Saône / Charenton : 128-98[8]
- Grenoble / Chalon-sur-Saône : 72-71[12]
- Chalon-sur-Saône / Voiron : 95-94[13]
- Perpignan / Chalon-sur-Saône : 104-80[14]
- Chalon-sur-Saône / Montbrison : 123-75[8]

#### Matchs retour[6]
- Chalon-sur-Saône / Avignon : 93-98[8]
- Clermont / Chalon-sur-Saône : 83-81[7]
- Chalon-sur-Saône / Roanne : 87-74[7]
- Chalon-sur-Saône / Dijon : 95-91[7]
- Vanves / Chalon-sur-Saône : 68-85[7]
- Chalon-sur-Saône / Nice UC : 93-71[7]
- Charenton / Chalon-sur-Saône : 68-85[7]
- Chalon-sur-Saône / Grenoble   : 90-82[7]
- Voiron / Chalon-sur-Saône : 100-102[7]
- Chalon-sur-Saône / Perpignan : 119-107[7]
- Montbrison / Chalon-sur-Saône : 83-111[7]

Extrait du classement de Nationale 2 (Poule B) 1979-1980